# Turniej o Złoty Kask 1973
Turniej o Złoty Kask 1973 – rozegrany w sezonie 1973 turniej żużlowy z cyklu rozgrywek o „Złoty Kask”. Wygrał Zenon Plech, drugi był Edward Jancarz, a Jan Mucha stanął na najniższym stopniu.

## Wyniki
Poniżej zestawienie czołowej piątki każdego z rozegranych 8 turniejów finałowych.

### I turniej
- 5 kwietnia 1973, Gorzów Wielkopolski

| Msc. | Zawodnik         | Klub                  | Pkt |  |  |
| ---- | ---------------- | --------------------- | --- |  |  |
| 1    | Zenon Plech      | Stal Gorzów Wlkp.     | 12  |  |  |
| 2    | Marek Cieślak    | Włókniarz Częstochowa | 12  |  |  |
| 3    | Henryk Glücklich | Polonia Bydgoszcz     | 11  |  |  |
| 4    | Andrzej Tkocz    | ROW Rybnik            | 10  |  |  |
| 5    | Jan Mucha        | Śląsk Świętochłowice  | 9   |  |  |

### II turniej
- 26 kwietnia 1973, Leszno

| Msc. | Zawodnik          | Klub                 | Pkt |  |  |
| ---- | ----------------- | -------------------- | --- |  |  |
| 1    | Zenon Plech       | Stal Gorzów Wlkp.    | 15  |  |  |
| 2    | Edward Jancarz    | Stal Gorzów Wlkp.    | 13  |  |  |
| 3    | Jan Mucha         | Śląsk Świętochłowice | 11  |  |  |
| 4    | Zdzisław Dobrucki | Unia Leszno          | 10  |  |  |
| 5    | Bernard Jąder     | Unia Leszno          | 10  |  |  |

### III turniej
- 3 maja 1973, Zielona Góra

| Msc. | Zawodnik              | Klub                 | Pkt |  |  |
| ---- | --------------------- | -------------------- | --- |  |  |
| 1    | Zbigniew Marcinkowski | Falubaz Zielona Góra | 13  |  |  |
| 2    | Jan Mucha             | Śląsk Świętochłowice | 13  |  |  |
| 3    | Zenon Plech           | Stal Gorzów Wlkp.    | 11  |  |  |
| 4    | Bernard Jąder         | Unia Leszno          | 10  |  |  |
| 5    | Zdzisław Dobrucki     | Unia Leszno          | 9   |  |  |

### IV turniej
- 10 maja 1973, Opole

| Msc. | Zawodnik        | Klub                 | Pkt |  |  |
| ---- | --------------- | -------------------- | --- |  |  |
| 1    | Jerzy Szczakiel | Kolejarz Opole       | 15  |  |  |
| 2    | Zenon Plech     | Stal Gorzów Wlkp.    | 14  |  |  |
| 3    | Edward Jancarz  | Stal Gorzów Wlkp.    | 13  |  |  |
| 4    | Jan Mucha       | Śląsk Świętochłowice | 11  |  |  |
| 5    | Andrzej Tkocz   | ROW Rybnik           | 10  |  |  |

### V turniej
- 24 maja 1973, Częstochowa

| Msc. | Zawodnik         | Klub                  | Pkt |  |  |
| ---- | ---------------- | --------------------- | --- |  |  |
| 1    | Zenon Plech      | Stal Gorzów Wlkp.     | 14  |  |  |
| 2    | Marek Cieślak    | Włókniarz Częstochowa | 12  |  |  |
| 3    | Henryk Glücklich | Polonia Bydgoszcz     | 11  |  |  |
| 4    | Jerzy Szczakiel  | Kolejarz Opole        | 11  |  |  |
| 5    | Jan Mucha        | Śląsk Świętochłowice  | 10  |  |  |

### VI turniej – „Puchar Sportu”
- 31 maja 1973, Chorzów

| Msc. | Zawodnik              | Klub                 | Pkt |  |  |
| ---- | --------------------- | -------------------- | --- |  |  |
| 1    | Edward Jancarz        | Stal Gorzów Wlkp.    | 14  |  |  |
| 2    | Henryk Żyto           | Wybrzeże Gdańsk      | 12  |  |  |
| 3    | Paweł Waloszek        | Śląsk Świętochłowice | 11  |  |  |
| 4    | Jan Mucha             | Śląsk Świętochłowice | 11  |  |  |
| 5    | Zbigniew Marcinkowski | Falubaz Zielona Góra | 11  |  |  |

### VII turniej
- 14 czerwca 1973, Bydgoszcz

| Msc. | Zawodnik         | Klub                 | Pkt |  |  |
| ---- | ---------------- | -------------------- | --- |  |  |
| 1    | Zenon Plech      | Stal Gorzów Wlkp.    | 14  |  |  |
| 2    | Jerzy Szczakiel  | Kolejarz Opole       | 14  |  |  |
| 3    | Jerzy Kowalski   | Unia Leszno          | 12  |  |  |
| 4    | Jan Mucha        | Śląsk Świętochłowice | 10  |  |  |
| 5    | Henryk Glücklich | Polonia Bydgoszcz    | 9   |  |  |

### VIII turniej
- 16 sierpnia 1973, Chorzów

| Msc. | Zawodnik         | Klub                 | Pkt |  |  |
| ---- | ---------------- | -------------------- | --- |  |  |
| 1    | Paweł Waloszek   | Śląsk Świętochłowice | 14  |  |  |
| 2    | Andrzej Wyglenda | ROW Rybnik           | 14  |  |  |
| 3    | Antoni Fojcik    | ROW Rybnik           | 12  |  |  |
| 4    | Jerzy Gryt       | ROW Rybnik           | 11  |  |  |
| 5    | Andrzej Tkocz    | ROW Rybnik           | 10  |  |  |

## Klasyfikacja końcowa
Uwaga!: Odliczono dwa najgorsze wyniki.
| Poz | Zawodnik              | Klub                  | GOR | LES | ZIE | OPO | CZE | CHO | BYD | CHO | Punkty |
| --- | --------------------- | --------------------- | --- | --- | --- | --- | --- | --- | --- | --- | ------ |
| 1   | Zenon Plech           | Stal Gorzów Wlkp.     | 12  | 15  | 11  | 14  | 14  | 10  | 14  | 2   | 80     |
| 2   | Edward Jancarz        | Stal Gorzów Wlkp.     | 8   | 13  | 2   | 13  | 10  | 14  | 3   | 9   | 67     |
| 3   | Jan Mucha             | Śląsk Świętochłowice  | 9   | 11  | 13  | 11  | 10  | 11  | 10  | 5   | 66     |
| 4   | Jerzy Szczakiel       | Kolejarz Opole        | 9   | 3   | –   | 15  | 11  | –   | 14  | 10  | 62     |
| 5   | Paweł Waloszek        | Śląsk Świętochłowice  | 4   | 9   | 8   | 5   | 9   | 11  | 8   | 14  | 59     |
| 6   | Andrzej Tkocz         | ROW Rybnik            | 10  | 5   | 8   | 10  | 5   | 7   | 9   | 10  | 54     |
| 7   | Marek Cieślak         | Włókniarz Częstochowa | 12  | 9   | 6   | 7   | 12  | 7   | 3   | 0   | 53     |
| 8   | Henryk Glücklich      | Polonia Bydgoszcz     | 11  | 9   | 5   | 8   | 11  | 4   | 9   | –   | 53     |
| 9   | Zbigniew Marcinkowski | Falubaz Zielona Góra  | 6   | 6   | 13  | 8   | 4   | 11  | 8   | –   | 52     |
| 10  | Andrzej Wyglenda      | ROW Rybnik            | 8   | 2   | 8   | 8   | 4   | 9   | –   | 14  | 51     |
| 11  | Henryk Żyto           | Wybrzeże Gdańsk       | 6   | 5   | 5   | 2   | 4   | 12  | 8   | 5   | 41     |
| 12  | Jerzy Kowalski        | Unia Leszno           | 4   | 3   | 6   | 5   | 8   | 4   | 12  | 3   | 39     |
| 13  | Zdzisław Dobrucki     | Unia Leszno           | 4   | 10  | 9   | 4   | 5   | –   | 4   | 7   | 39     |
| 14  | Bernard Jąder         | Unia Leszno           | 4   | 10  | 10  | 3   | 4   | 3   | 2   | 6   | 37     |
| 15  | Leszek Marsz          | Wybrzeże Gdańsk       | 1   | 2   | 8   | 3   | 5   | 8   | 3   | 5   | 32     |

| Kolor    | Wynik      |
| -------- | ---------- |
| Złoty    | Zwycięzca  |
| Srebrny  | 2. miejsce |
| Brązowy  | 3. miejsce |
| Limanowy | 4. miejsce |
| cyjan    | 5. miejsce |